# Zygina
Zygina är ett släkte av insekter som beskrevs av Franz Xaver Fieber 1866. Zygina ingår i familjen dvärgstritar.

## Dottertaxa tillZygina, i alfabetisk ordning[1][2]
- Zygina alnicola
- Zygina angusta
- Zygina betulina
- Zygina bicornis
- Zygina bisignatella
- Zygina botelensis
- Zygina digitata
- Zygina discolor
- Zygina dorycnii
- Zygina eburnea
- Zygina flammigera
- Zygina frauenfeldi
- Zygina griseombra
- Zygina hyperici
- Zygina hypermaculata
- Zygina javedi
- Zygina karatasa
- Zygina krueperi
- Zygina lunaris
- Zygina luteipennis
- Zygina mahmoodi
- Zygina malavica
- Zygina nebulosa
- Zygina nigritarsis
- Zygina nivea
- Zygina ochroleuca
- Zygina okata
- Zygina ordinaria
- Zygina praticola
- Zygina razii
- Zygina rhamni
- Zygina rorida
- Zygina rosea
- Zygina roseipennis
- Zygina rosincola
- Zygina rubrovittata
- Zygina salicina
- Zygina schneideri
- Zygina simaethis
- Zygina sohii
- Zygina spinosa
- Zygina suavis
- Zygina tiliae
- Zygina tithide
- Zygina ulmi
- Zygina ulmicola
- Zygina viridis
- Zygina yamashiroensis